# Negotin
Negotin (izvirno srbsko Неготин) je naselje v Srbiji, ki je središče istoimenske občine; slednja pa je del Borskega upravnega okraja.

## Demografija
V naselju živi 14014 polnoletnih prebivalcev, pri čemer je njihova povprečna starost 37,7 let (36,8 pri moških in 38,6 pri ženskah). Naselje ima 6212 gospodinjstev, pri čemer je povprečno število članov na gospodinjstvo 2,84.
To naselje je, glede na rezultate popisa iz leta 2002, večinoma srbsko, a v času zadnjih 3 popisov je opazen porast števila prebivalcev.
|  |

| Demografija | Demografija     | Demografija     |
| Leto        | Št. prebivalcev | Št. prebivalcev |
| ----------- | --------------- | --------------- |
|             |                 |                 |
|             |                 |                 |
|             |                 |                 |
|             |                 |                 |
| 1948        | 6143            |                 |
| 1953        | 6982            |                 |
| 1961        | 8635            |                 |
| 1971        | 11166           |                 |
| 1981        | 15311           |                 |
| 1991        | 17355           | 16868           |
| 2002        | 19314           | 17758           |
|             |                 |                 |

| Etnična sestava po popisu iz leta 2002 | Etnična sestava po popisu iz leta 2002 | Etnična sestava po popisu iz leta 2002 | Etnična sestava po popisu iz leta 2002 | Etnična sestava po popisu iz leta 2002 |
| -------------------------------------- | -------------------------------------- | -------------------------------------- | -------------------------------------- | -------------------------------------- |
| Srbi                                   | Srbi                                   |                                        | 16.426                                 | 92,49%                                 |
| Vlahi                                  | Vlahi                                  |                                        | 266                                    | 1,49%                                  |
| Romi                                   | Romi                                   |                                        | 206                                    | 1,16%                                  |
| Črnogorci                              | Črnogorci                              |                                        | 76                                     | 0,42%                                  |
| Jugoslovani                            | Jugoslovani                            |                                        | 62                                     | 0,34%                                  |
| Makedonci                              | Makedonci                              |                                        | 52                                     | 0,29%                                  |
| Romuni                                 | Romuni                                 |                                        | 49                                     | 0,27%                                  |
| Bolgari                                | Bolgari                                |                                        | 32                                     | 0,18%                                  |
| Albanci                                | Albanci                                |                                        | 30                                     | 0,16%                                  |
| Hrvati                                 | Hrvati                                 |                                        | 29                                     | 0,16%                                  |
| Muslimani                              | Muslimani                              |                                        | 14                                     | 0,07%                                  |
| Madžari                                | Madžari                                |                                        | 12                                     | 0,06%                                  |
| Slovenci                               | Slovenci                               |                                        | 6                                      | 0,03%                                  |
| Ukrajinci                              | Ukrajinci                              |                                        | 4                                      | 0,02%                                  |
| Bošnjaki                               | Bošnjaki                               |                                        | 4                                      | 0,02%                                  |
| Rusi                                   | Rusi                                   |                                        | 3                                      | 0,01%                                  |
| Nemci                                  | Nemci                                  |                                        | 3                                      | 0,01%                                  |
| Neznano                                | Neznano                                |                                        | 338                                    | 1,90%                                  |